# کلود دو بلیون
کلود دو بلیون (انگلیسی: Claude de Bullion؛ ۱۳ اکتبر ۱۵۶۹ – ۲۲ دسامبر ۱۶۴۰) یک اشراف‌زاده و سیاست‌مدار اهل فرانسه است، که از ۱۶۳۲ تا ۱۶۴۰، وزیر مالیه‌ی لوئی سیزدهم بود. او هم‌پیمان نزدیک کاردینال ریشلیو به‌شمار می‌رفت.